# Abülfaz Elçibay
Abülfaz Elçibay (in azero Əbülfəz Elçibəy) (Naxçıvan, 24 giugno 1938 – Ankara, 22 agosto 2000) è stato un politico azero.
È stato un'importante personalità politica azera ed ha assunto la carica di presidente dell'Azerbaigian dal 16 giugno 1992 al 1º settembre 1993, perdendo il seggio presidenziale a seguito di un colpo di Stato.
Il suo vero nome era Əbülfəz Qədirqulu oğlu Əliyev ma venne chiamato con l'appellativo di Elçibəy (che in azero significa nobile messaggero) in onore della sua leadership del Fronte Popolare dell'Azerbaigian nel 1990. Elçibəy fu il primo Presidente dell'Azerbaigian non appartenente all'entourage comunista.

## La Presidenza
L'elezione di Elçibəy al seggio presidenziale fu conseguenza della forte crisi sorta in Azerbaigian a causa del conflitto con l'Armenia scoppiato in seguito alla contesa per il controllo dell'enclave armena del Nagorno Karabakh. Dopo il famigerato massacro di Xocalı (perpetrato tra il 26 e il 27 febbraio 1992) e la caduta degli importanti centri di Şuşa (l'8 maggio 1992) e di Laçın (il 15 maggio 1992) il governo provvisorio comunista guidato da Yaqub Məmmədov non riuscì più a mantenere fermamente il controllo politico del Paese.
Sfruttando soprattutto la caotica situazione presente sul fronte di guerra, il primo presidente azero Ayaz Mütallibov cercò di riguadagnare il seggio presidenziale con un colpo di Stato il 14 maggio 1992, appena due mesi dopo le sue dimissioni, il cui risultato fu una immediata e diffusa sommossa popolare e la conseguente cacciata di Mütallibov da Baku da parte del Fronte Popolare dell'Azerbaigian il giorno successivo al suo insediamento il 15 maggio 1992.
Il 17 giugno 1992 si tennero le elezioni presidenziali con ben 7 candidati, e la tornata elettorale venne vinta da Elçibəy che ottenne il 52% dei voti, diventando il primo presidente non-comunista del paese. Nell'estate di quello stesso anno, il nuovo presidente fece forti pressioni per assicurarsi il completo ritiro delle forze armate russe dall'Azerbaigian, che divenne così il primo paese ex-sovietico, dopo le nazioni baltiche, ad essere libero dalla presenza militare russa. Contemporaneamente a ciò Elçibəy si attivò per la creazione di una marina nazionale e giunse ad un accordo con i russi per l'assegnazione della ex-base navale sovietica a Baku come quartier generale della nuova forza navale azera.
Nel giugno del 1992 Elçibəy ordinò all'esercito azero una controffensiva nel Nagorno-Karabakh con la quale l'Azerbaigian si riappopriò di circa il 50% della regione arrivando a circa 7 kilometri da Şuşa alla fine dell'anno. Tuttavia l'esito dell'offensiva subì un brusco cambio di rotta a causa della disorganizzazione e della mancanza di coordinazione delle operazioni ma soprattutto per il tradimento del Ministro della Difesa Rahim Qaziyev.
Elçibəy era un nazionalista pro-occidentale ma era anche un convinto sostenitore degli ideali pan-turchi grazie ai quali ricevette sempre l'appoggio del leader del Partito del Movimento Nazionalista turco, il colonnello Alparslan Türkeş. A testimonianza di questa alleanza è significativo il fatto che al momento della sua elezione a Presidente dell'Azerbaigian, Abülfaz Elçibəy nominò İsgandar Hamidov, un colonnello della polizia, e leader del movimento nazionalista turco dei Lupi grigi, come Ministro dell'Interno. Nonostante la sua fedeltà e la sua dedizione alla causa azera, Hamidov si rivelò non all'altezza della sua carica, avendo come unico successo conseguito la liberazione della provincia di Mardakert, e nell'aprile del 1993 fu costretto a rassegnare le dimissioni dopo la perdita del distretto di Kalbajar, dopo il quale arrivò addirittura a minacciare l'Armenia con un attacco nucleare.

## La dissidenza interna e il rovesciamento
Il governo del Fronte Popolare dell'Azerbaigian cominciò ben presto a rivelarsi incapace di fronteggiare l'emergenza della guerra contro l'Armenia e di risollevare le sorti dell'economia nazionale, aggravando ulteriormente la propria immagine a causa della dilagante corruzione dei suoi funzionari a tutti i livelli della gerarchia politica e amministrativa. Il dissenso per le sconfitte militari nel Nagorno-Karabakh e per la situazione interna esplose in una rivolta aperta il 4 giugno 1993 quando la Guardia Presidenziale Azera cercò di reprimere l'insurrezione armata capitanata dal Colonnello Surət Hüseynov nella seconda città più importante del paese, Gəncə, con l'uccisione di circa 60 rivoltosi.
Sostenuto dalla Russia, Hüseynov non solo respinse le forze presidenziali, ma iniziò una controffensiva contro la capitale azera Baku. Nel caos generale causato dall'attacco dei rivoltosi, l'esercito armeno approfittò della ritirata dal fronte dei militari azeri accorsi in sostegno del colonnello Surət Hüseynov, per penetrare all'interno del territorio azero e conquistare ben 7 distretti azeri fuori della regione contesa del Nagorno Karabakh nell'estate del 1993.
Con l'avvicinarsi dei rivoltosi a Baku, il presidente azero fu costretto a fuggire nel suo villaggio nativo di Keleki nel Naxçıvan. Prima di partire Elçibəy convocò i precedenti membri del Politburo sovietico e l'allora capo del Naxçıvan Heydər Əliyev a Baku il 9 giugno 1992 per organizzare un governo provvisorio. Heydər Əliyev assunse ben presto il controllo della situazione diventando Presidente del Parlamento azero il 15 giugno 1993 e assumendo nove giorni dopo pieni poteri presidenziali, approfittando del vuoto di potere lasciato dalla fuga di Elçibəy. Come prima iniziativa Əliyev firmò l'Accordo di Biškek che poneva termine alle ostilità con le forze armene, e rafforzò i propri poteri invocando il referendum nazionale del 29 agosto 1993 grazie al quale destituì formalmente Elçibəy dalla carica presidenziale. Il 3 ottobre 1993, dopo avere indetto nuove elezioni presidenziali, vinte con il 99% dei consensi, Heydər Əliyev divenne il nuovo Presidente dell'Azerbaigian.
Durante la presidenza di Əliyev, Elçibəy fece ritorno a Baku nel 1997 e si unì alle forze di opposizione come leader del Partito del Fronte Popolare dell'Azerbaigian, e per queste attività venne accusato e processato nel 1999 per aver accusato Əliyev di aver sostenuto il Partîya Karkerén Kurdîstan.
Nel 2000 Elçibəy morì di cancro alla prostata in un ospedale militare di Ankara in Turchia. La salma venne sepolta a Baku con dei funerali di Stato a cui presenziò lo stesso Heydər Əliyev.